# Endromopoda nigricoxis
Endromopoda nigricoxis là một loài tò vò trong họ Ichneumonidae.